# 수의학
수의학(獸醫學, 영어: veterinary medicine)은 반려동물, 외래동물, 야생동물과 산업동물처럼 경제적 이득을 위해 기르는 동물의 질병치료 및 예방, 위생관리, 사육 등을 연구하는 학문이다. 수의과학(獸醫科學, 영어: veterinary science)은 가축 생산, 동물 집단 건강 유지, 질병 전파의 방지에 있어서 중요한 역할을 한다. 가축과 야생동물 등의 질병 예방을 위한 여러 분야 과학 지식의 응용과 습득이 필요하다.
수의학은 동물 각종 질환을 진단하고 치료하는 기본적인 역할 이외에도 인수공통감염병(人獸共通感染病, 영어: zoonosis)의 예방과 방역, 환경위생, 식품위생, 환경생태계의 보존, 신약의 안전성•유효성 평가, 세포공학, 생물공학 등 사람의 건강과 생명을 지키는 데 필요한 다양한 분야에서 중요한 역할을 하고 있다.
가축, 반려동물, 야생동물의 건강 상태를 주의 깊게 감시함으로써 인류의 건강과 생명을 지키는 데 일조한다. 최근 들어 전 세계적으로 유행하고 있는 동물매개 질병은 수의 과학의 "집단 건강"(herd health) 접근법에 특히 적절한 역학과 방역 기능을 필요로 한다.
수의학은 인류와 동물이 유대를 맺기 시작한 오랜 옛날부터 시작된 것으로 알려져 있으며, 기원전 1900년대에도 쓰여진 기록이 있다. 하지만 생물 종에 대한 진보된 진단과 치료 기술이 최근에 와서 발굴되었기 때문에, 최근에 와서야 기하급수적으로 확대되고 있는 추세이다. 인슐린 주사, 근관치료술, 고관절 교체술, 백내장 수술, 심장 박동기 설치를 비롯한 오늘날의 동물들에겐 진보된 의학, 치의학, 외과학의 시술이 행해지기도 한다.
수의학의 전문적 분화도 최근에 강해졌다. 미국수의학협회(AVMA)는 현재 약 20여 개의 수의학 전문 분야를 인정하고 있다.
현재 대한민국에서는 강원대, 건국대, 경북대, 경상대, 서울대, 전남대, 전북대, 제주대, 충남대, 충북대(가나다 순)에 수의과대학이 설치되어 수의학을 가르치고 있다.

## 수의학의 종류

### 기초 수의학
- 수의해부학
- 수의조직학
- 수의발생학
- 수의생리학
- 수의생화학
- 수의면역학

### 예방 수의학
- 수의공중보건학
- 수의기생충학
- 수의세균학
- 수의바이러스학
- 수의병리학
- 수의약리학
- 수의독성학
- 수의통계학
- 수의전염병학

### 임상 수의학
- 수의임상병리학
- 수의영상의학
- 수의마취학
- 수의내과학
- 수의외과학
- 수의산과학
- 수의치과학
- 수의안과학
- 수의피부과학

### 기타(진료 대상별) 수의학
- 조류질병학
- 수생동물의학
- 실험동물의학
- 야생동물의학
- 반려동물의학
- 산업동물의학

## 관련 학문

### 농학
- 축산학
- 수산학

### 환경학
- 생태학

## 같이 보기
- 원 헬스